# International Standards on Auditing
Die International Standards on Auditing (ISA) sind international anerkannte Grundsätze zur Abschlussprüfung.
Die der International Federation of Accountants (IFAC) angeschlossenen Berufsorganisationen der Wirtschaftsprüfung verpflichten sich, die Vorgaben der ISA, unter Berücksichtigung lokaler Begebenheiten, bei der Erarbeitung von eigenen Bestimmungen zu befolgen. Die IFAC bestellt das International Auditing and Assurance Standards Board (IAASB), welches unter anderem für die Erarbeitung, den Unterhalt und die Weiterentwicklung der ISA zuständig ist. 
Im Zusammenhang mit der Prüfung von Jahresrechnungen, die nach den Regeln des international bedeutendsten Regelwerks International Financial Reporting Standards (IFRS) erstellt wurden, ist die Berücksichtigung der International Standards on Auditing von besonderer Relevanz.
Die ISA werden im jährlich erscheinenden IFAC Handbook publiziert.